# فالتر كوسل
فالتر كوسل (بالألمانية: Walther Kossel)‏ (و. 1888 – 1956 م) هو فيزيائي، وأستاذ جامعي، وكيميائي ألماني، ولد في برلين، كان عضوًا في الأكاديمية الألمانية للعلوم ليوبولدينا، توفي في توبينغن، عن عمر يناهز 68 عاماً.

## التعليم
تعلم في جامعة هايدلبرغ
.

## جوائز وترشيحات
حصل على جوائز منها:
- X-ray badge  [لغات أخرى]‏ (1956)
- ميدالية ماكس بلانك (1944)

ترشح لـ:
- جائزة نوبل في الفيزياء (1955)[10]
- جائزة نوبل في الفيزياء (1954)[10]
- جائزة نوبل في الكيمياء (1952)[10]
- جائزة نوبل في الفيزياء (1950).[10]